# Kursiv
Kursiv (af latin: cursiva "løbende", dvs. løbende skrift) er en skrifttype, som blev udviklet fra kalligrafisk håndskrift, der er let skråtstillet. Dette i modsætning til den gængse, prentede, skrift. Mens man endnu havde gotisk skrift som standard i Danmark, blev kursiv brugt til fremhævning af romanske og engelske fremmedord og citater.
Denne linje er i kursiv.

## Anvendelse af kursiv
Kursiv kan anvendes til at fremhæve et ord fra resten af teksten, at lægge tryk på et ord. Kursiv kan desuden stadig anvendes til at markere at noget i en tekst ikke er på dansk, fx 

cliffhanger -- insiderviden -- par excellence. 

(Eksemplerne er hentet fra Politiken, lørdag den 31. marts 2007, side 2 og side 5 i sektionen Bøger)
Ofte bruges kursiv også til at fremhæve de videnskabelige (latinske) artsnavne for dyr og planter. Fx Perca fluviatilis (almindelig aborre).